# Thurniaceae
Thurniaceae — родина квіткових рослин, що складається з двох родів із чотирма видами. Ботанічна назва була визнана більшістю систематиків. Система APG II 2003 року також визнає таку родину та відносить її до порядку Poales у кладі комелінід, у однодольних. Це родина багаторічних рослин вологих місцезростань Південної Америки та Південної Африки.
Це являє собою невелику зміну в порівнянні з системою APG 1998 року, яка розглядала два роди як окремі родини (Prioniaceae і Thurniaceae), обидва поміщені в порядок Poales.
Система Кронквіста 1981 року також визнала таку родину та розмістила її в порядку Juncales у підкласі Commelinidae у класі Liliopsida у відділі Magnoliophyta.